# تپه اسپی دارابن ۲
تپه اسپی دارابن ۲ مربوط به هزاره اول قبل از میلاد است و در شهرستان مهدیشهر،دهستان پشتکوه، روستای فولاد محله واقع شده و این اثر در تاریخ ۱۰ دی ۱۳۸۱ با شمارهٔ ثبت ۶۵۹۵ به‌عنوان یکی از آثار ملی ایران به ثبت رسیده است.